# Albhy Galuten
Albhy Galuten – amerykański producent muzyczny, kompozytor, muzyk, orkiestrator, kierownik techniczny, laureat Nagrody Grammy.
Był producentem 18 singli, które zajęły pierwsze miejsca na listach przebojów. Piosenki i albumy muzyczne, w których produkcji brał udział, sprzedały się łącznie w nakładzie przekraczającym 100 mln egzemplarzy. Jest laureatem dwóch Nagród Grammy, Dramalogue Award (nagroda teatralna) oraz Nagrody BMI (twórca tekstów).
Był producentem ścieżki dźwiękowej (soundtrack) do filmu Gorączka sobotniej nocy, głównego tematu muzycznego do filmu Grease – piosenki pod tym samym tytułem. Miał duży udział w produkcji piosenek i albumów dla takich wykonawców i zespołów jak: Jellyfish, Olivia Newton-John, Barbra Streisand (Guilty), Dionne Warwick (Heartbreaker), Andy Gibb, Kenny Rogers i Dolly Parton (Islands in the Stream), Samantha Sang (Emotion), Diana Ross (Chain Reaction), Eric Clapton (Knockin’ on Heaven’s  Door), Titanic, Love Affair oraz Bee Gees (dziewięć numerów jeden).
Galuten miał również duży wkład w rozwój umiejętności gry oraz instrumentacyjnych takich artystów jak: Wishbone Ash, Bill Wyman, Eric Clapton, Rod Stewart, Aretha Franklin, Eagles, Kenny Loggins, Petula Clark oraz No Doubt.
Obecnie sprawuje funkcję dyrektora do spraw technicznych (technology executive) w Sony. Pełnił również funkcje kierownicze w Universal Music Group (Senior Vice President, Advanced Technology) oraz Ion (Vice President, New Technology).
Jako wynalazca jest znany z nagrania pierwszego komercyjnego drum loop'a („Stayin’ Alive”, Bee Gees), organizując przy tym wydajny sposób dystrybucji na płytach CD oraz czuwając nad prawami autorskimi.